# An-Nukat al-Chams
An-Nukat al-Chams (arab. النقاط الخمس, Al-Nuqāţ al-Khams) – gmina w Libii ze stolicą w Zuwarze.
Liczba mieszkańców – 166 tys.
Kod gminy – LY-NQ (ISO 3166-2).
An-Nukat al-Chams graniczy z gminami:
- Sabrata wa-Surman – wschód
- Jafran wa-Dżadu – południowy wschód
- Nalut – południowy zachód